# Ormsta HC
Ormsta Hockey (Ormsta HC) är en hockeyförening med hemort i Vallentuna. Bildades den 24 april 1981, med dåvarande namnet Ormsta Boys. Hemmamatcherna spelas på Vallentuna IP, i någon av de två ishallarna. A-hallen, byggd 1974, är en matcharena som tar 1 900 åskådare.
Herrlaget spelar säsongen 2010/2011 i Div II medan klubbens damlag säsongen 2010/2011 gjorde debut i Riksserien, damernas högsta serie för ishockey, men åkte efter två säsonger ur där de kommit sist i serien båda säsongerna.